# جيني أوين يونغز
جيني أوين يونغز (بالإنجليزية: Jenny Owen Youngs)‏ هي مغنية ومغنية مؤلفة وملحنة أمريكية، ولدت في 22 نوفمبر 1981 في مونتكلير ‏ في الولايات المتحدة.

## وصلات خارجية
- الموقع الرسمي
- جيني أوين يونغز على موقع IMDb (الإنجليزية)
- جيني أوين يونغز على موقع ميوزك برينز (الإنجليزية)
- جيني أوين يونغز على موقع أول ميوزيك (الإنجليزية)
- جيني أوين يونغز على موقع ديسكوغز (الإنجليزية)